# 榊原千代
榊原 千代（さかきばら ちよ、1898年〈明治31年〉7月15日  – 1987年〈昭和62年〉4月28日）は、日本の雑誌記者、教育者、政治家。衆議院議員（2期）、女性初の代議士の一人。旧姓は間野。

## 経歴
現在の静岡県三島市に生まれる。
1917年（大正6年）、フェリス和英女学校を卒業。1919年（大正8年）、青山女学院英文専門科本科卒業。同年、雑誌「婦人の友」の記者となる。自由学園教授などを経て、1927年（昭和2年）に経済学者の榊原巌と結婚。結婚後、夫とともにドイツとイギリスに留学する。マルブルグ大学（ドイツ）、セリオーク大学（イギリス）等で聴講する。
帰国後、夫・巌が福島経済専門学校（現福島大学経済経営学類）教授に就任したことにより福島県に移り、福島高等女学校で教鞭を執る。
第二次世界大戦後初の選挙となった1946年（昭和21年）の第22回衆議院議員総選挙に日本社会党から立候補して福島1区で当選する。同選挙が男女普通選挙制度を採用した初の選挙であったため、女性代議士第1号の一人となった。
翌1948年（昭和22年）の第23回衆議院議員総選挙でも再選し、片山内閣で女性初の司法政務次官に就任した。1949年の第24回衆議院議員総選挙で落選。
1951年（昭和26年）、国立大学管理法制定委員になる。同年からフェリス女学院理事長、青山学院理事を務めた。そのほか、国際基督教大学の創立委員および同大学評議員、聖光学院院長を歴任。東京家庭裁判所調停委員も務めた。1980年（昭和55年）にキリスト教功労者を受賞。
1987年（昭和62年）4月28日死去。